# Losin' It
Losin' It (en España, Ir a perderlo... y perderse; en Hispanoamérica, Los estudiantes debutan) es una película de comedia estadounidense-canadiense dirigida por Curtis Hanson y protagonizada por Tom Cruise, Shelley Long, Jackie Earle Haley y John Stockwell. La trama se refiere a cuatro adolescentes que intentan perder su virginidad. Losin' It fue filmado en gran parte en Calexico, California. La película tiene 20% de calificación en Rotten Tomatoes, basado en 10 críticas.

## Argumento
Cuatro adolescentes de la década de 1950 en Los Ángeles se dirigen a Tijuana, México: Dave, Woody, Spider y el hermano de Dave, Wendell. Dave, Spider y Woody están allí para perder su virginidad, mientras que Wendell vino a comprar fuegos artificiales. Terminan recogiendo a una mujer llamada Kathy, que va con ellos porque quiere divorciarse rápidamente de su esposo, y se meten en una serie de problemas y desventuras al sur de la frontera.

## Reparto
- Tom Cruise como Woody.
- Shelley Long como Kathy.
- Jackie Earle Haley como Dave.
- John Stockwell como Spider.
- John P. Navin, Jr. como Wendell.
- Henry Darrow como Sheriff.
- Hector Elias como Chuey.
- Mario Marcelino como Pablo.
- John Valby como Johnny Hotrocks.
- Rick Rossovich como Marine.
- Kale Browne como Larry.
- Santos Morales como pregonero en Tongaley.